# Karin Månsdotter

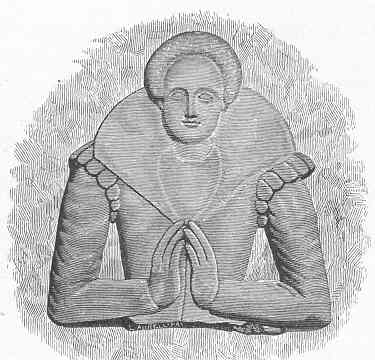
Relieve en piedra que podría representar a Karin Månsdotter. Catedral de Turku (Finlandia).

Karin Månsdotter, llamada también Katarina (Catalina) Månsdotter y Katarina Magnusdotter (Uppland, 6 de octubre o 6 de noviembre de 1550 - Birkaland, 13 de septiembre de 1612), fue reina de Suecia entre 1567 y 1568, siendo la esposa del rey Erico XIV.
Históricamente es, al menos desde la Edad Media, junto con Silvia Sommerlath, la única reina sueca sin ninguna ascendencia noble. Era de familia campesina y a los quince años se convirtió en la concubina oficial del rey, dos años antes de contraer matrimonio.

## Concubina real

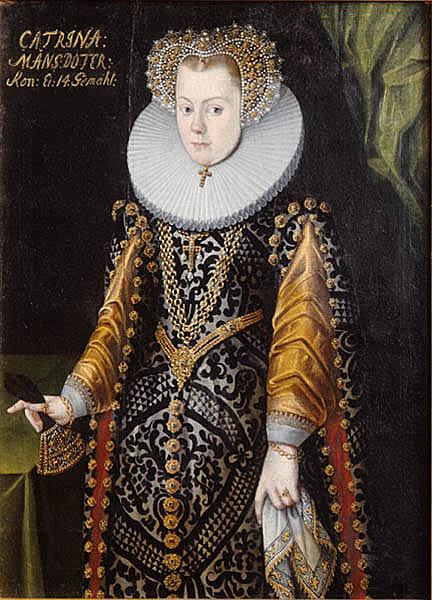
Supuesto retrato de Karin Månsdotter (de acuerdo a la inscripción). Actualmente se argumenta que podría tratarse de la princesa Isabel de Suecia.

Karin era la hija de un lansquenete de Uppland llamado Måns, del que no se sabe prácticamente nada, y su familia materna era campesina de la misma provincia. Karin aparece en la escena histórica por primera vez a comienzos de 1565 como doncella de cámara de la princesa Isabel de Suecia. En la corte, también sirvió de nana de Virginia Eriksdotter, una hija ilegítima del rey Erik XIV. A los quince años de edad, la joven fue conocida públicamente como la amante del rey.
Su posición como concubina real parece haber tenido un carácter oficial, ya que aparecía junto al monarca en las actividades de este en la corte, vestía elegantes prendas, tenía su propia pieza en palacio y su propia servidumbre, además de contar con enseñanza privada. Hasta entonces, Erik XIV había mantenido un auténtico harén de concubinas, pero cuando Karin entró en su vida, las despidió. Junto con Hedvig Taube, amante de Federico I, Karin Månsdotter ha sido la única amante real con carácter oficial en Suecia.

## Reina de Suecia

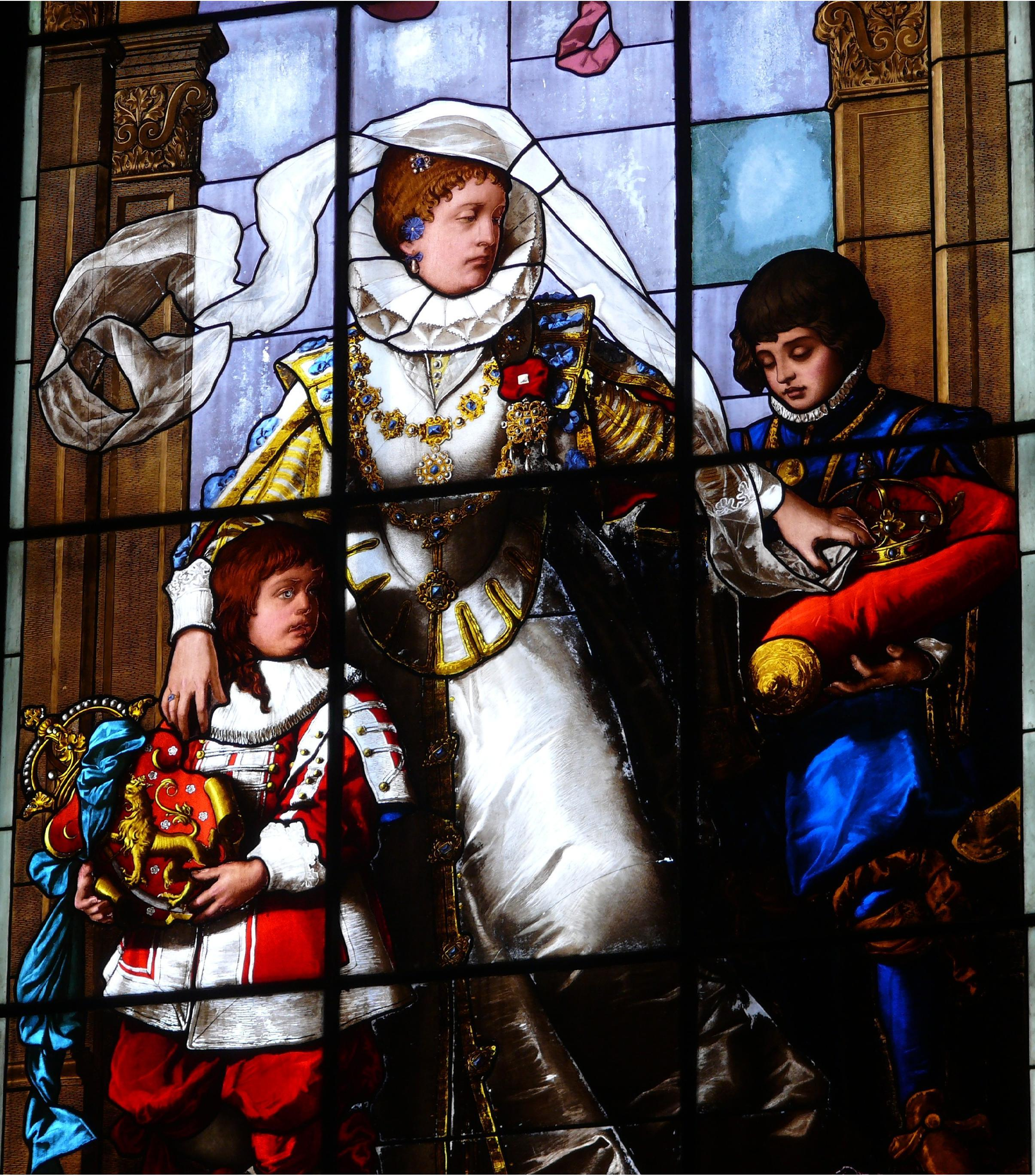
Reina Catarina de Suecia en una ventana de la Catedral de Turku de los años 1870 en Finlandia.

El primer hijo de la pareja, la niña Sigrid, nació en 1566 y fue tratada como princesa, a pesar de ser hija ilegítima. El 13 de julio de 1567 Erik y Karin fueron casados en secreto por el arzobispo de Upsala, y poco después el matrimonio fue reconocido por el consejo real. El título oficial de ella desde diciembre de 1567 fue fru Katarina Magnusdotter, reina de Suecia. La ceremonia oficial de coronación de la nueva reina aconteció el 5 de julio de 1568. En la ceremonia estuvieron presentes los dos hijos del matrimonio, Sigrid y el príncipe Gustavo, un evento inusitado hasta entonces. El enlace fue un escándalo para la nobleza sueca, y contribuyó a acrecentar la impopularidad del monarca.

## Prisión
En septiembre de ese mismo año, Erik XIV fue depuesto del trono por una rebelión encabezada por su propio hermano, el príncipe Juan. Los hermanos de Erik encarcelaron a este junto con Karin y sus hijos, y la familia estuvo prisionera en varios sitios hasta 1573, cuando el nuevo rey Juan III decidió separar a Karin y sus cuatro niños (dos de ellos, Enrique y Arnoldo, nacidos en cautiverio), para evitar que la pareja pudiera procrear más descendencia. Karin y sus hijos fueron trasladados al castillo de Åbo (actual Turku), en Finlandia, donde permanecieron bajo arresto domiciliario en condiciones hasta cierto punto benévolas; pero en 1555 el rey Juan III dio la orden de arrebatarle a Karin a su hijo Gustavo. Como Juan III mantenía bajos índices de popularidad entre sus súbditos, consideraba al príncipe Gustavo como una amenaza potencial para su permanencia en el trono, sobre todo porque Erik XIV contaba aún con cierto número de seguidores y Gustavo era un pretendiente legítimo del trono sueco.

## Viudez

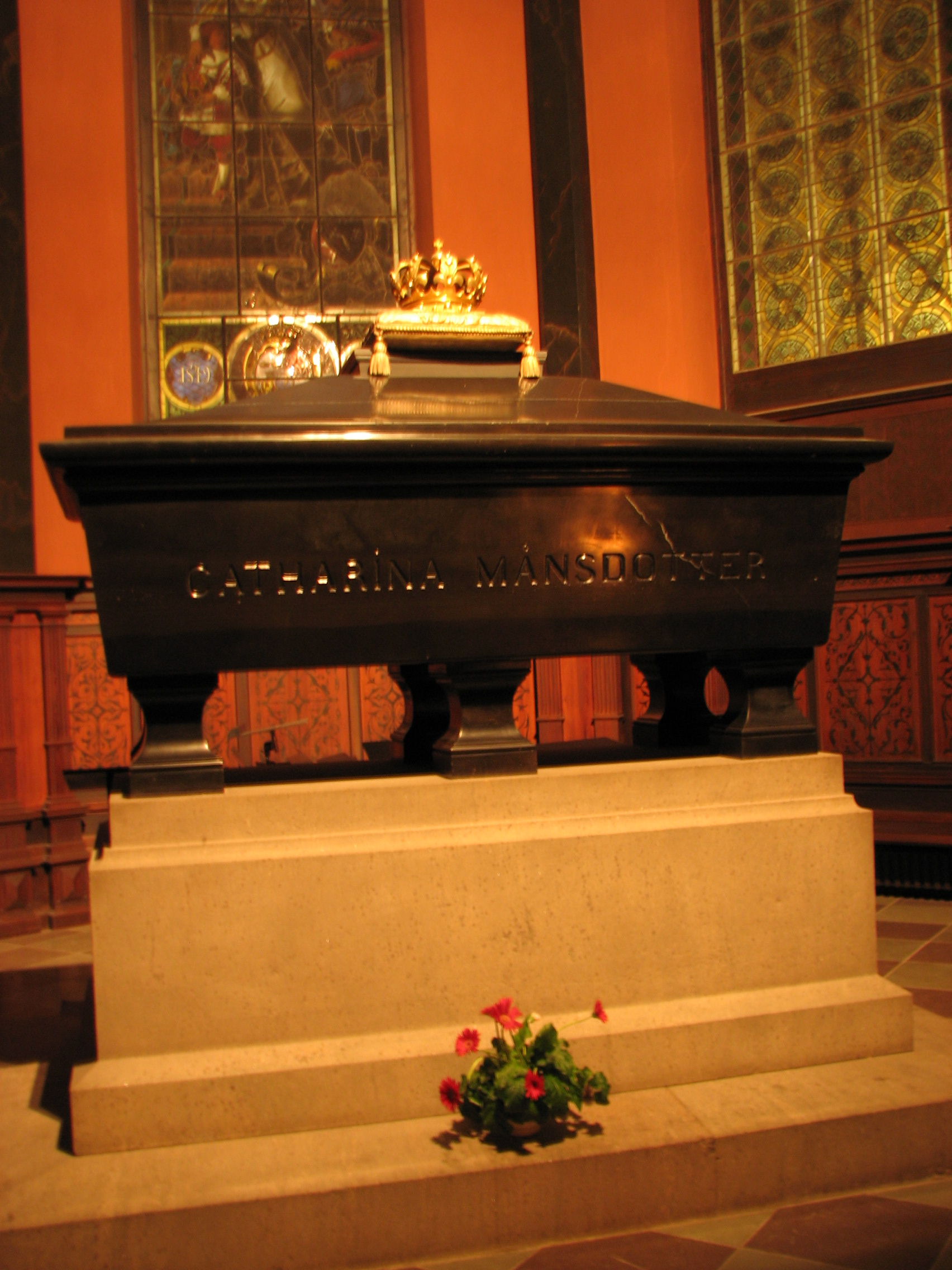
Tumba monumental de Karin Månsdotter en la catedral de Turku.

En 1577 murió Erik XIV, y Karin y su hija Sigrid fueron liberadas (los dos hijos menores habían muerto). El rey Juan le otorgó en calidad de préstamo la residencia de Liuksala, en el actual municipio finlandés de Kangasala, cerca de Tampere. En ese sitio, Karin llevó una vida retraída pero de buena calidad hasta su muerte en 1612. Parece que la depuesta reina mantuvo buena relación con los campesinos de la región. En la década de 1590 estalló en Finlandia la rebelión campesina conocida como la Guerra de los garrotes. Los campesinos asolaron las tierras y mansiones de las clases altas, pero respetaron el domicilio de Karin.
En 1582 Karin y su hija Sigrid visitaron Estocolmo, donde se entrevistaron con el rey, la reina Catalina Jagellón y la reina viuda Catalina Stenbock. En esa ocasión, Juan III le otorgó a su cuñada más posesiones, entre las que se hallaban aquellas que una vez pertenecieron a Erik XIV. Pero Karin no pudo obtener del rey la promesa de devolverle a su hijo. Esta fue, hasta donde se sabe, la única ocasión en que Karin salió de Finlandia desde su liberación. Volvió, no obstante, a ver a su hijo en dos ocasiones; una de ellas en Reval (actual Tallin), en 1596. Aunque intentó ayudarlo económicamente, nunca lo volvió a ver. Su hija Sigrid, por otro lado, se involucró paulatinamente en la vida de la corte sueca y se casó en dos ocasiones con hombres de la alta nobleza.
Falleció en Liuksala el 13 de septiembre de 1612. Sus restos fueron sepultados en la catedral de Turku. Es la única reina sueca cuya tumba se halla en Finlandia.

## Romanticismo

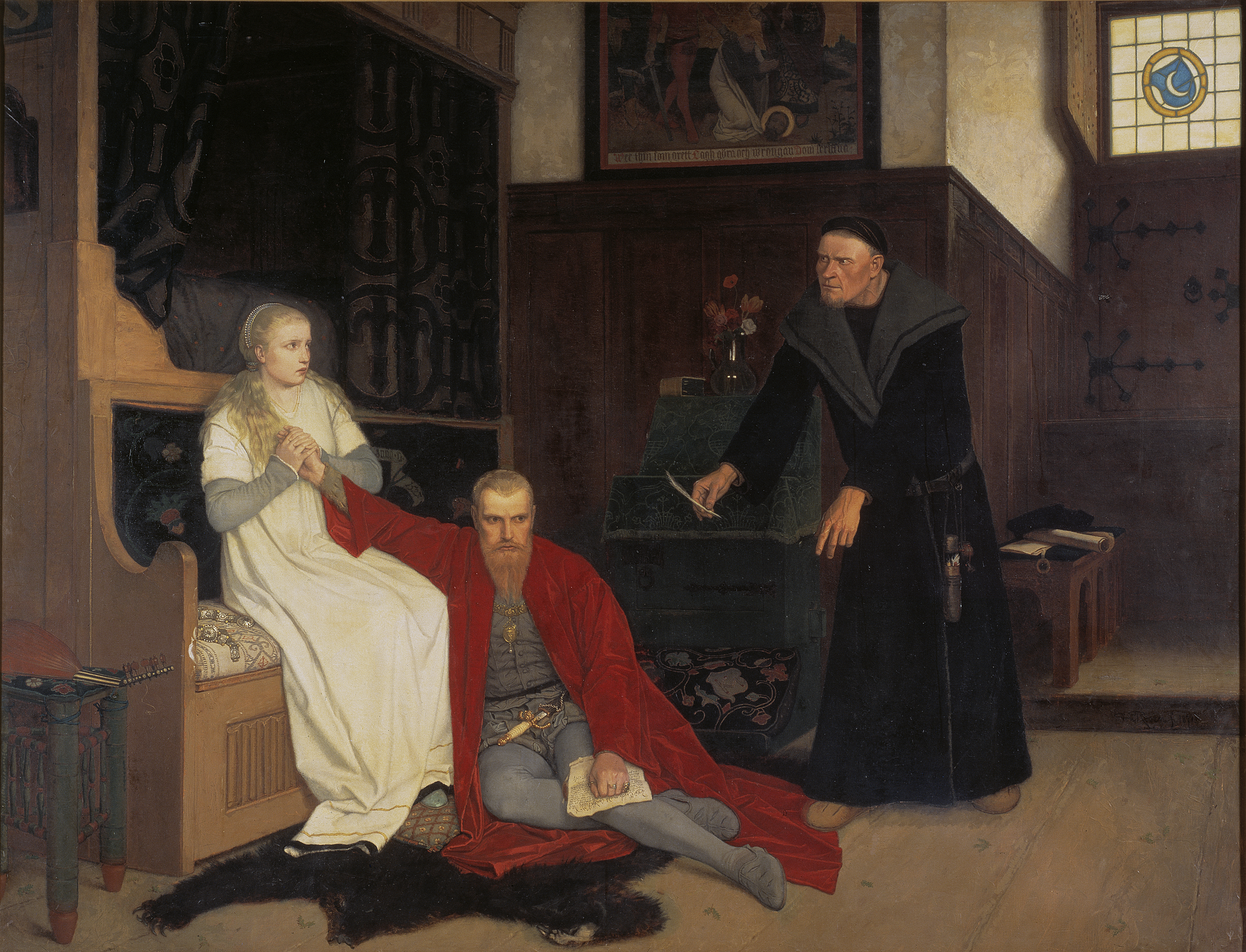
Erik XIV y Karin Månsdotter, óleo de Georg von Rosen (1871).

Su origen humilde, su juventud y su relación con Erik XIV, además de su dramática vida son elementos que han convertido a Karin Månsdotter en una figura romántica en Suecia. Su relación con Erik XIV se ha asociado, en los numerosos libros que se han escrito sobre ella, con una gran historia de amor que trascendió las clases sociales y los intereses políticos. Se cree que tenía un carácter calmado y bondadoso que servía de consuelo a Erik en la enfermedad mental que este padecía, y que era un contrapeso al consejero personal del rey Jöran Persson. Esta creencia fue ilustrada en 1871 por Georg von Rosen en el cuadro Erik XIV y Karin Månsdotter.
No existen retratos contemporáneos de Karin, pero el imaginario la describe como una hermosa joven de rubios cabellos, como en el óleo de von Rosen. La única pintura que históricamente se ha creído ser un retrato de Karin actualmente se acepta que podría tratarse de su cuñada Isabel de Suecia, ya que el vestido corresponde a la década de 1580, cuando Karin estaba en su residencia en Finlandia y había sido depuesta como reina desde 1568. Además, Karin fue reina por un período tan corto que es razonable que no hubiera podido ser retratada en ese tiempo. Las concubinas no solían ser retratadas.
Alf Sjöberg llevó la vida de la reina a la pantalla grande en 1954, en la película romántica Karin Månsdotter, protagonizada por Ulla Jacobsson.
Entre las numerosas obras literarias que se han escrito sobre ella, pueden citarse las de August Strindberg (Erik XIV, obra teatral en cuatro actos, 1899) y Mika Waltari (Karin Månsdotter: novela histórica, 1943).

## Descendencia
Tuvo cuatro hijos, aunque sólo los dos mayores alcanzaron la edad adulta:
- Sigrid (1566-1633). Se casó en 1597 con Henrik Klasson Tott y en 1609 con Nils Nilsson Natt och Dag.
- Gustavo (1568-1607). Príncipe heredero de Suecia.
- Enrique (1570-1574).
- Arnoldo (1572-1573).